# پاتریشیا تورس ری
پاتریشیا تورس ری (زاده ۲۵ مارس ۱۹۶۴) یک سیاستمدار کلمبیایی-آمریکایی و عضو سابق مجلس سنای مینه سوتا است. او عضو حزب دموکرات-کشاورز-کارگر مینه سوتا (DFL) است. او اولین زن لاتینی است که در سنای مینه سوتا خدمت می‌کند. او در سال ۲۰۱۸ برای جانشینی کیت الیسون، نماینده کنگره در ناحیه پنجم مینه‌سوتا نامزد شد، اما در انتخابات مقدماتی به ایلهان عمر شکست خورد. در نوامبر ۲۰۲۱، او اعلام کرد که برای انتخاب مجدد در سال ۲۰۲۲ نامزد نخواهد شد.
تورس ری در دانشگاه مینه سوتا تحصیل کرد و در سال ۲۰۰۴ مدرک لیسانس در مطالعات شهری و مدرک MPA از مؤسسه همفری گرفت